# Cambarus diogenes
Cambarus diogenes är en kräftdjursart som beskrevs av Girard 1852. Cambarus diogenes ingår i släktet Cambarus och familjen Cambaridae. IUCN kategoriserar arten globalt som livskraftig. Inga underarter finns listade i Catalogue of Life.